# EMD F9
Тепловоз EMD F9 — магистральный грузовой тепловоз, который производился с февраля 1953 по май 1960 года заводами Electro-Motive Diesel и General Motors Diesel.
На тепловозе был установлен 16-ти цилиндровый V-образный двухтактный дизельный двигатель EMD 567C мощностью 1750 л.с. Окончательная сборка этой серии производилась на заводе в городе Ла Гранда Иллинойс, а также EMD F9 строился на заводе в городе Лондон в канадской провинции Онтарио. В общей сложности было построено 100 секций тепловоза оборудованной кабинами (A) и 154 секции промежуточных, без кабин (B).
Внешне тепловоз EMD F9 почти не отличался от созданного ранее EMD F7, отличием была лишь решётка фильтра на боковой панели тепловоза между иллюминаторами.
Крупнейшими эксплуатантами этой серии тепловозов были Atchison, Topeka and Santa Fe Railway (36 секций, 18 ед.), Northern Pacific Railway (60 секций, 30 ед.) а также мексиканская Ferrocarriles Nacionales de México (20 секций, 10 ед.).
Интересно, что некоторые дороги, например St. Louis – San Francisco Railway, Canadian National Railway и Canadian Pacific Railway, приобретали только секции B, то есть бескабинные. Очевидно эти тепловозы могли эксплуатироваться в сцепе с другими сериями тепловозов GM-EMD.
Тепловозами EMD F9 водили и известный пассажирский поезд «Калифорнийский Зефир».